# Isla Leopardo
La isla Leopardo es una isla, de 0,4 kilómetros de largo, que se encuentra a 0,4 kilómetros al oeste del extremo suroeste de la isla Skúa, en las islas Argentina, frente a la costa oeste de la península Antártica. La isla marca el punto de entrada noroeste del canal Isla Negra.

## Historia y toponimia
Fue cartografiada por la Expedición Británica a la Tierra de Graham (BGLE), liderada por John Rymill, en febrero de 1935, y denominada Leopard debido a que allí fue asesinada una foca leopardo (Hydrurga leptonyx).

## Reclamaciones territoriales
Argentina incluye la isla en el departamento Antártida Argentina dentro de la provincia de Tierra del Fuego, Antártida e Islas del Atlántico Sur; para Chile forman parte de la comuna Antártica de la provincia Antártica Chilena dentro de la Región de Magallanes y de la Antártica Chilena; y para el Reino Unido integran el Territorio Antártico Británico. Las tres reclamaciones están sujetas a las disposiciones del Tratado Antártico.
Nomenclatura de los países reclamantes: 
- Argentina: isla Leopardo[5][6]
- Chile: isla Leopardo[7]
- Reino Unido: Leopard Island[3]